# Nkong Meyos III
Pour les articles homonymes, voir Nkong.
Nkong Meyos III est un village de la région du Centre au Cameroun, localisé dans la commune de Ngoumou et le département de la Méfou-et-Akono.

## Population
En 1965, Nkong Meyos III comptait 119 habitants, principalement des Ewondo.
Lors du recensement de 2005, ce nombre s'élevait à 115.